# UFC 301
UFC 301: Pantoja vs. Erceg（ユーエフシー・スリーオーワン：パントージャ・バーサス・エルセグ）は、アメリカ合衆国の総合格闘技団体「UFC」の大会の一つ。2024年5月4日、ブラジル・リオデジャネイロ州リオデジャネイロのジュネス・アリーナで開催された。

## 大会概要
本大会は王者アレッシャンドリ・パントージャと挑戦者スティーブ・エルセグによるUFC世界フライ級タイトルマッチが組まれた。

## 試合結果

### アーリープレリム
第1試合 フライ級 5分3R
○  アレッサンドロ・コスタ vs.  ケビン・ボルハス ×
2R 1:35 TKO（パウンド）
第2試合 ライト級 5分3R
○  イスマエル・ボンフィム vs.  ヴィンス・ピシェル ×
3R終了 判定3-0（30-27、30-27、30-27）
第3試合 女子フライ級 5分3R
○  ディオネ・バルボサ vs.  エルネスタ・カレツケイテ ×
3R終了 判定3-0（29-28、29-28、29-28）
第4試合 ライト級 5分3R
○  マウリシオ・ルフィ vs.  ジェイミー・ムラーキー ×
1R 4:42 TKO（左飛び膝蹴り→スタンドパンチ連打）

### プレリミナリーカード
第5試合 ライト級 5分3R
○  ドラッカー・クロース vs.  ジョアキム・シウバ ×
3R終了 判定3-0（29-28、29-28、29-28）
第6試合 ライト級 5分3R
○  ムイクティベク・オロルバイ vs.  エルブス・ブレナー ×
3R終了 判定3-0（29-27、29-27、29-27）
第7試合 女子ストロー級 5分3R
○  ヤスミン・ルシンド vs.  カロリーナ・コバケビッチ ×
3R終了 判定3-0（30-27、30-27、30-27）
第8試合 フェザー級 5分3R
○  ジョアンダーソン・ブリート vs.  ジャック・ショア ×
2R 3:35 TKO（ドクターストップ）

### メインカード
第9試合 ミドル級 5分3R
○  カイオ・ボハーリョ vs.  ポール・クレイグ ×
2R 2:10 KO（左ストレート）
第10試合 ミドル級 5分3R
○  ミシェル・ペレイラ vs.  イーホル・ポティエリア ×
1R 0:54 ギロチンチョーク
第11試合 ライトヘビー級 5分3R
○  アンソニー・スミス vs.  ビトー・ペトリーノ ×
1R 2:00 ギロチンチョーク
第12試合 バンタム級 5分3R
○  ジョゼ・アルド vs.  ジョナサン・マルチネス ×
3R終了 判定3-0（30-27、30-27、30-27）
第13試合 UFC世界フライ級タイトルマッチ 5分5R
○  アレッシャンドリ・パントージャ vs.  スティーブ・エルセグ ×
5R終了 判定3-0（48-47、48-47、49-46）
※パントージャが2度目の王座防衛に成功。

### 各賞
ファイト・オブ・ザ・ナイト：該当無し
パフォーマンス・オブ・ザ・ナイト：ミシェル・ペレイラ、カイオ・ボハーリョ、マウリシオ・ルフィ、アレッサンドロ・コスタ
各選手にはボーナスとして5万ドルが授与された。

### カード変更
負傷などによるカードの変更は以下の通り。